# Млајтинци
Млајтинци (словен. Mlajtinci, мађ. Kismálnás) су насељено место у општини Моравске Топлице, Помурска регија, Словенија.

## Историја
До територијалне реорганизације у Словенији били су у саставу старе општине Мурска Собота.

## Становништво
У попису становништва из 2011. године, Млајтинци су имали 196 становника.
| Број становника према пописима | Број становника према пописима | Број становника према пописима |
| ------------------------------ | ------------------------------ | ------------------------------ |
| 1991                           | 2002                           | 2011                           |
| 180                            | 188                            | 196                            |

## Галерија
- табла на улазу у насеље
- ватрогасна станица